# Акан
Ака́н (чви-фа́нти) — один из аканских языков, один из языков народа аканов. Распространён в центральной и южной Гане, а также на востоке Кот-д’Ивуара. Число говорящих свыше 7 млн человек (оценка, 1995).
Акан относится к центральной группе ветви тано языков ква, где вместе с близкородственным языком аброн (включая васа) составляет аканскую подгруппу. Акан представляет собой диалектный пучок, состоящий из диалектных групп фанти (мфантсе) и чви (тви), часто рассматриваемых также как отдельные языки. Последний включает диалекты: аквапим (собственно чви; акуапем), акьем, асанте, асен, ахафо, данкьира и кваву, а фанти: абура-фанти, агона, аномабо-фанти и гомуа.

## Письменность
Письменность на основе латинской графики. В 1978 г. было принято решение о введении единой аканской орфографии, однако на практике для трёх основных диалектов (аквапим, ашанте и фанти) до сих пор используются собственные письменные стандарты.
Алфавит акан:
Aa Bb Dd Ee Ɛɛ Ff Gg Hh Ii Kk Ll Mm Nn Oo Ɔɔ Pp Rr Ss Tt Uu Ww Yy
Существовал (до 2023 года) раздел Википедии на языке акан:

## Википедия на языке акан
Существует раздел Википедии на языке акан («Википедия на языке акан»), первая правка в нём была сделана в 2004 году. По состоянию на 14:15 (UTC) 19 марта 2025 года раздел содержит 0 статей (общее число страниц — 1712); в нём зарегистрировано 13 694 участника, один из них имеет статус администратора; 9 участников совершили какие-либо действия за последние 30 дней; общее число правок за время существования раздела составляет 29 891.